# Living Colour
(Scott Ian degli Anthrax)
I Living Colour sono un gruppo musicale alternative metal statunitense, formatosi a New York nel 1984. Sono considerati tra i maggiori esponenti del funk metal. Sono anche noti per aver influenzato molti gruppi nu metal, su tutti Sevendust, P.O.D. e Limp Bizkit.

## Storia
I fondatori dei Living Colour furono Vernon Reid, ex chitarrista dei Defunkt, e il cantante Corey Glover.
Grazie all'aiuto di Mick Jagger (Rolling Stones), che apprezzò la loro esibizione al rock club CBGB, firmarono un contratto con la Epic Records nel 1987. La Epic stampò nel 1988 il loro primo album Vivid, che grazie anche ai singoli Cult of Personality (vincitore di un Grammy come miglior brano hard rock nel 1989) e Glamour Boys, riscosse molto successo e raggiunse la posizione numero 6 su Billboard. Cult of Personality fa parte anche della colonna sonora del videogioco Grand Theft Auto: San Andreas. La stessa canzone figura anche nella tracklist del gioco Guitar Hero III: Legends of Rock; essendo il gruppo grande fan della serie, per l'occasione ha riscritto il brano per il gioco con un assolo molto più lungo e tecnico, in modo da farlo apparire tra i brani più impegnativi. La canzone viene utilizzata dal wrestler CM Punk dal 2011 come musica d'ingresso. La rivista Rolling Stone ha inserito il loro brano Ausländer tra le 15 grandi canzoni punk scritte da artisti neri.
Successivamente alla pubblicazione dell'album Time's Up, nel 1991, il bassista Muzz Skilling lasciò il gruppo per via di divergenze artistiche per dedicarsi a varie collaborazioni tra cui Michael Jackson (Give me Video) oltre a dedicarsi alla propria band, i Medicine Stick. Venne in seguito sostituito da Doug Wimbish, sessionman (Mick Jagger, Madonna, George Clinton) dalle sonorità più rock.
Dopo la pubblicazione di Stain, nel 1995, i Living Colour si sciolsero, per poi riformarsi nel dicembre del 2000. Dopo diversi concerti, anche insieme ai loro ispiratori King Crimson, nel 2003 hanno registrato Collideøscope. Nel settembre del 2009 è uscito il loro quinto album The Chair in the Doorway composto da dieci brani inediti e una ghost track, registrato a Praga tra la fine del 2008 e la primavera del 2009. La band è attualmente al lavoro su un nuovo album di inediti, previsto per fine 2013, che a detta del bassista Doug Wimbish sarà un ritorno alle origini, ispirato da artisti come Robert Johnson, Lead Belly, Muddy Waters e Howlin' Wolf. Il 7 aprile 2013 cantano Cult of Personality dal vivo a WrestleMania 29 , all'ingresso di CM Punk. L'8 settembre 2017 è uscito il sesto album in studio Shade.
Il 19 aprile 2025 cantano Cult of Personality dal vivo a WrestleMania XLI  all'ingresso di CM Punk.

## Stile e influenze
Stilisticamente la loro musica è una fusione di diversi stili, quali heavy metal, jazz, funk, soul, punk rock, hardcore punk (in questo influenzati molto dai Bad Brains), alternative rock, rap e pop.

## Formazione

### Formazione attuale
- Corey Glover – voce
- Vernon Reid – chitarra
- Doug Wimbish – basso
- Will Calhoun – batteria

### Ex componenti
- Muzz Skillings – basso (1985-1992)

## Discografia

### Album in studio
- 1988 – Vivid
- 1990 – Time's Up
- 1993 – Stain
- 2003 – Collideøscope
- 2009 – The Chair in the Doorway
- 2017 – Shade

### Album dal vivo
- 2005 – Live at CBGB's Tuesday 12/29/89
- 2005 – Instant Live: Avalon, Boston, MA 10/17/04
- 2008 – CBGB OMFUG Masters: August 19, 2005 The Bowery Collection
- 2009 – The Paris Concert

### EP
- 1991 – Biscuits

### Raccolte
- 1994 – Dread
- 1995 – Pride
- 1998 – Super Hits
- 1998 – Play It Loud
- 2005 – What's Your Favorite Color?: Remixes, B-Sides and Rarities
- 2006 – Everything Is Possible: The Very Best of Living Colour

## Videografia
- 1989 – Official Live Bootleg
- 1989 – Primer
- 1991 – Time Tunnel
- 1992 – Fight the Fight

### Enciclopedie
- Riccardo Bertoncelli, Cris Thellung, Ventiquattromila dischi. Guida a tutti i dischi degli artisti e gruppi più importanti, Baldini Castoldi Dalai, 2006, ISBN 978-88-6018-151-0.
- (EN) Daniel Bukszpan, The Encyclopedia of Heavy Metal, Sterling, 2003, ISBN 9780760742181.
- (EN) Peter Buckley, The rough guide to rock, Rough Guides, 2003, ISBN 1-84353-105-4.
- Reebee Garofalo, Rockin' out: popular music in the USA, Pearson Prentice Hall, 2008, ISBN 978-88-6018-151-0.
- Tommaso Iannini, Nu metal, Giunti Editore, 2003, ISBN 88-09-03051-6.
- Luca Signorelli, Heavy metal: I moderni, Giunti Editore, 2000,  pp. 120-121, ISBN 88-09-01697-1.

### Altri testi
- (EN) Daina Darzen, Lauren Spencer, Thrash is on its way out, in Spin, vol. 6, n. 10, SPIN Media LLC, gennaio 1991,  p. 39, ISSN 0886-3032 (WC · ACNP).